# Ruslana Panchyshyna
Ruslana Panchyshyna Lapets (Ucraïna, 10 de setembre de 2005), coneguda com Ruslana, és una cantant hispano-ucraïnesa que es va donar a conèixer després de quedar en la tercera posició en la dotzena edició del programa de televisió Operación Triunfo. De petita, va participar en diversos concursos musicals, entre els quals es troben diverses preseleccions del Festival de la Cançó d'Eurovisió Júnior a Bielorússia i La Voz Kids el 2019. Amb pocs anys es va mudar a Adeje, Canàries. Tot i així, posseeix nacionalitat bielorussa. Té influències del rock, r&b i soul. Els seus grups favorits inclouen Måneskin i Coldplay. A més de cantar, toca el baix elèctric.
Als 11 anys, Ruslana va participar en el New Wave Júnior 2016, representant Bielorússia. L'any següent, va obtenir el quart lloc en la preselecció de Bielorússia pel Festival de la Cançó d'Eurovisió Júnior 2017. Dos anys més tard, va competir amb el grup Monkey Tops, finalitzant en tercer lloc. El mateix any, va concursar en la cinquena edició de La Voz Kids (España), formant part de l'equip de Rosario Flores, però va ser eliminada en la ronda de batalles. El 2023, va participar en Operación Triunfo, obtenint el tercer lloc. Després del concurs, va signar amb Universal Music Group i va llançar «Las chicas malas desafinan», i «Me he colgado de mi ex» amb Paula Koops.Al novembre del 2024 va llançar el seu primer àlbum «Génesis».

## Discografia

### Recopilatoris
- 2024: Lo mejor de Ruslana (OT 2023)[21]

### Senzills
- «Not Afraid» (2019)[22]
- «Las chicas malas desafinan» (2024)[23]
- «Me he colgado de mi ex» (amb Paula Koops, 2024)
- «Loka de más» (2024)
- «Quién Soy» (2024)
- «La balada» (2024)

### Àlbums
- «Génesis» (2024)

## Programes

### Televisió
| Any         | Títol                           | Resultat                       |
| ----------- | ------------------------------- | ------------------------------ |
| 2016        | New Wave Júnior 2016            | Concursant                     |
| 2017        | Song For Júnior Eurovision 2017 | 4t lloc                        |
| 2019        | Song For Júnior Eurovision 2019 | 3r lloc. Membre de Monkey Tops |
| 2019        | La Voz Kids                     | Concursant                     |
| 2023 – 2024 | Operación Triunfo 2023          | 3.ª classificada               |